# Plaza de Pakistán
La Plaza de Pakistán (o Plaza República Islámica de Pakistán, en urdu: پلازہ دے پاکستان) es un hito en Buenos Aires, Argentina para conmemorar la amistad argentino-pakistaní. Se encuentra ubicado en el corazón del Parque Tres de Febrero en el barrio de Palermo. Fue rediseñado en 2012 en la Ciudad Autónoma de Buenos Aires, para conmemorar el 60 aniversario del establecimiento de las relaciones diplomáticas entre los dos países amigos. El parque tiene en su centro una placa con un verso de Muhammad Iqbal (1877-1938), el poeta nacional de Pakistán, haciendo hincapié en la importancia del amor para la humanidad, tanto en persa y en español.
Este predio en cuestión, había sido cedido en 1982 por un plazo de 10 años al BALTC. Debió haber sido desalojado en ese momento o, a más tardar en 1993, cuando se aprobó en la ciudad una ordenanza -la 46.229- por la cual debían proceder a su desocupación inmediata durante 18 años usó el Buenos Aires Lawn Tennis Club en forma irregular, ocupando casi 5.000 m² de la Plaza Pakistán.

## Inauguración
La ceremonia de inauguración de la Plaza de Pakistán, fue planeada entre el día de la Independencia de Pakistán el 14 de agosto y el Día de la Independencia de la República Argentina el 9 de julio. También fue para conmemorar el 60 aniversario del establecimiento de las relaciones diplomáticas entre los dos países amigos. Cuenta con una placa con un verso de Muhammad Iqbal, que hace hincapié en la importancia del amor para la humanidad. Posee un monumento y la representación de los dos países, un Cedrus Deodara y una ceiba, los dos árboles nacionales de Pakistán y Argentina, fueron plantados por el embajador Naela Chohan. En 2016 se denunció que la plaza se había convertido en un depósito de autos abandonados.

## Ubicación
La Plaza de Pakistán se encuentra en el corazón del Parque Tres de Febrero, un parque urbano de aproximadamente 400 hectáreas, ubicado en el barrio de Palermo en Buenos Aires, Argentina entre la Avenida del Libertador y Avenida Figueroa Alcorta. El Parque Tres de Febrero se encuentra adyacente al Hipódromo Argentino de Palermo.

## Placa Iqbal
La plaza contiene en su centro una placa de mármol negro con un grabado de un verso por Allama Iqbal, el poeta nacional de Pakistán, que hace hincapié en la importancia del amor para la humanidad, tanto en persa como en español. El verso es el siguiente:
آدمیت احترام آدم است
برتراز گردوں مقام آدم است
Transliteración: «Admiyat ehtaram-e-aadam ast; bartaraz-e-gardon maqaam-e-aadam ast».
Traducción: «El amor y respeto por la humanidad nos hace humanos y la condición humana está más allá del universo».